# Escape (álbum de Journey)
Escape (estilizado E5C4P3 en la portada) es el séptimo álbum de estudio de Journey, editado en 1981.
Este disco alcanzó el primer puesto del chart Billboard 200, y contiene cuatro canciones que entraron en el Billboard Hot 100, "Don't Stop Believin'" (#9), "Who's Crying Now" (#4), "Still They Ride" (#19) y "Open Arms" (#2).
Vendió unas 10 millones de copias mundialmente, y fue certificado 9 x platino por la RIAA, siendo el álbum más exitoso de la banda.

## Canciones
Lado A
1. Don't Stop Believin' – 4:10
2. Stone in Love – 4:25
3. Who's Crying Now – 5:01
4. Keep on Runnin' – 3:39
5. Still They Ride – 3:49

Lado B
1. Escape – 5:16
2. Lay It Down – 4:13
3. Dead or Alive – 3:20
4. Mother, Father – 5:28
5. Open Arms – 3:18

## Personal
- Steve Perry - voz
- Neal Schon - guitarra, coros
- Jonathan Cain - teclados, guitarras, coros
- Ross Valory - bajo, coros
- Steve Smith - batería